# Włodzimierz Krygier
Tadeusz Adamowski, född 29 januari 1900 i Dnipropetrovsk, död i 17 september 1975 i London, var en polsk ishockeyspelare. Han var med i det polska ishockeylandslaget som kom på delad åttonde plats i Olympiska vinterspelen 1928 i Sankt Moritz och på fjärde plats i Olympiska vinterspelen 1932 i Lake Placid.